# Вязовка (Еланский район)
Вязо́вка — село в Еланском районе Волгоградской области России. Входит в состав Вязовского сельского поселения, является его административным центром.

## География
Расположено на реке Вязовка (притоке реки Терса). Железнодорожная станция Морец.

## История
В Волгоградской области название «Вязовка» связано, как правило, не с деревом вяз, которое в местных диалектах обычно называется карагач, караич и т. д., а с производными глагола вязнуть.:С. 76 То есть, ранее здесь имелись топкие, вязкие места.
Село Вязовка до 1918 года входило в состав Аткарского уезда Саратовской губернии и уже тогда именовалось именно как «Вязовка». Согласно энциклопедическому словарю Ф. А. Брокгауза и И. А. Ефрона, население села составляли 4 374 жителя, в селе имелось 2 торговые лавки. Согласно сведениям из переписки Епископа Саратовского с Аткарским земским судом, название Вязовка было уже в 1841 году. По некоторым данным, возможно, что село было основано в 1700 году помещиками Шахматовыми. По некоторым данным в 1795 году в селе построена Казанская церковь. Однако эти сведения могут относиться и к другому с. Вязовка, расположенному в другом уезде (Саратовском или Вольском). Доподлинно известно, что в 1911 году в селе насчитывалось 803 двора, население составляло 6 516 человек, имелась 1 церковь, 1 церковная школа, 1 земская школа.
Деревня была молоканской, запрещено было пить алкоголь, курить, есть свинину, угря. До сих пор недалеко от той части села, которую местные жители называют Молокановкой, сохранилось молоканское кладбище.
В XIX веке в селе была Казанская церковь. Сейчас на месте церкви высажен парк. Достоверно установлено, что под парком было старое кладбище.
В 1930-х годах при раскулачивании из деревни были изгнаны самые зажиточные семьи, однако в 1947 году всех реабилитировали.
В период второй мировой войны боевых действий на территории села не велось, хотя в лесу можно найти многочисленные старые окопы и разрушенный блиндаж.
С 1935 по 1963 год Вязовка являлась районным центром Вязовского района Сталинградской, Балашовской и Волгоградской областей.

## Население
| 1959  | 2010  | 2012  | 2013  | 2014  | 2015  | 2016  |
| ----- | ----- | ----- | ----- | ----- | ----- | ----- |
| 4298  | ↘2732 | ↘2698 | ↘2653 | ↘2595 | ↘2534 | ↘2496 |
| 2017  | 2018  | 2019  | 2020  | 2021  |       |       |
| ↘2478 | ↘2440 | ↘2386 | ↘2361 | ↘2334 |       |       |

По национальному составу преимущественно русские.

## Инфраструктура
В селе имеются средняя школа, в которой учатся около 250 учеников, больница, дом культуры, библиотека, детская школа искусств, стадион.

## Экономика
Из частного бизнеса в селе представлены несколько ИП, занятых в торговле и общепите. Также имеется несколько фермерских хозяйств.

## Люди, связанные с селом
В селе родились:
- Герой Советского Союза Емельян Саяпин.
- Запарин, Константин Дмитриевич (1899—1929) — командир взвода, участник конфликта на Китайско-Восточной железной дороге (КВЖД).